# Anne Buydens
Anne Buydens, née Hannelore Marx le 23 avril 1919 à Hanovre en Allemagne et morte le 29 avril 2021 à Beverly Hills aux États-Unis, est une productrice et philanthrope belge ayant obtenu la double nationalité belgo-américaine après son mariage avec l'acteur Kirk Douglas,,.

## Biographie
Hannelore Marx naît à Hanovre, en Allemagne. Son père possédait une usine textile et plusieurs boutiques, sa mère était une personnalité mondaine. Après leur divorce, Anne reste chez son père, puis, sera envoyée en pension en Suisse. Elle émigre au début de son adolescence en Belgique, avec sa famille, pour fuir la montée du nazisme en 1940. Elle devient citoyenne belge et fait ses études en Belgique puis en Suisse avant de s'installer à Paris, apprenant plusieurs langues ce qui lui permet de trouver un emploi chez un distributeur de films.
Après la guerre, sa société fut chargée de créer une série hebdomadaire intitulée Paris Cavalcade of Fashion pour la chaîne de télévision américaine NBC - Anne fut chargée de la production, qui dura plus de deux ans, puis, fut assistante de John Huston sur le tournage de Moulin Rouge.
Anne Buydens rencontra Kirk Douglas pour la première fois en 1953, lorsqu'il lui proposa d'être son attachée de presse pendant son séjour à Paris pour le tournage d'Act of Love. Elle l'accompagne ensuite en tant qu'attachée de presse au 6e Festival international de Cannes.
Après le mariage avec Douglas en 1954, Anne se consacre à des actions caritatives. Grâce à sa notoriété, lors de la construction du Los Angeles County Music Center, Anne Douglas a convaincu plusieurs magnats et stars de cinéma, dont son mari, de doubler, voire de tripler, leurs contributions initiales à la cause. Après l'ouverture, elle s'est consacrée à son succès. Elle a siégé aux conseils d'administration du Mark Taper Forum et du Center Theatre Group pendant de nombreuses décennies et a organisé l'important don de la Fondation Douglas pour la construction du Kirk Douglas Theater du CTG à Culver City. Elle fonde également le Centre Anne Douglas pour les femmes à Los Angeles offrant des services de réadaptation. 
Au fil des ans, Anne Douglas a reçu d'innombrables marques de reconnaissance. L'une des plus significatives fut le Prix Jefferson pour le service public rendu à un citoyen privé, qu'elle a reçu au Kennedy Center de Washington en 2003.
Dès 1955, elle fut productrice dans la maison créée par son mari, les Bryna Productions. Entre 1958 et 2013, elle interpréta aussi divers rôles dans des séries télévisées et des films.
Anne Douglas décède le 29 avril 2021 à son domicile de Beverly Hills, quelques jours après avoir fêté ses 102 ans. Elle est inhumée au cimetière Westwood Village Memorial Park à côté de son mari et de leur fils Eric.

## Famille et vie privée
Elle se marie une première fois avec Leo Buydens, consul de Belgique à Monaco, dont elle gardera le nom après le divorce. 

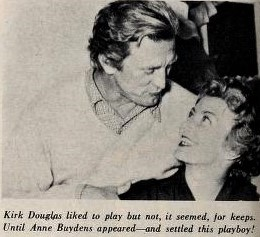
Kirk Douglas and Anne Buydens, 1954

Elle épouse ensuite Kirk Douglas le 29 mai 1954 (il a divorcé de Diana Dill trois ans plus tôt). Ils ont deux enfants, Peter Douglas, né  le 23 novembre 1955 au centre médical Cedars-Sinaï de Los Angeles, et Eric Douglas, né le 21 juin 1958 et mort le 6 juillet 2004 à 46 ans d'une overdose. Leur mariage dure 65 ans, jusqu'à la mort de l'acteur, le 5 février 2020.
Elle s'est convertie au judaïsme en 2004, lors du renouvellement de ses vœux de mariage avec Kirk Douglas.

## Œuvres de charité
Anne Douglas s'est d'abord dévouée pour la cause des cancers féminins, fondant avec six autres survivantes du cancer du sein la Research for Women's Cancers,, qui a recueilli des millions de dollars pour aider à financer une unité de recherche du centre médical Cedars-Sinaï de Los Angeles. Anne et son mari ont également été à l'origine de la création de Harry's Haven, une unité dédiée à la maladie d'Alzheimer au sein du Motion Picture & Television Fund Home de Woodland Hills, du nom du père de Kirk Douglas.
Le couple était connu pour ses efforts de reconstruction des terrains de jeux du district scolaire de Los Angeles, une initiative lancée lorsqu'Anne a lu dans le journal que les cours d'école du district étaient si délabrées que les enfants étaient confinés à l'intérieur.